# Жирнов, Артем Евгеньевич
Жирнов Артем Евгеньевич — российский химик, специалист в области высокомолекулярных соединений, кандидат химических наук.

## Биография
Жирнов А.Е. родился 29.08.1981 в г. Вологда. Отец – Жирнов Евгений Михайлович - инженер-психолог, мать – Жирнова Татьяна Аркадьевна - инженер-экономист. Окончил Вологодский естественно-математический лицей (1998). В нем, благодаря педагогам Александру Зосимовичу Лисицыну и Чередняку Александру Михайловичу, началась его любовь к химии.
В 1998-2003 гг. учился на химическом факультете МГУ. В ходе учебы выбрал кафедру высокомолекулярных соединений и начал работу в научной группе функциональных полимеров и полимерных материалов. В 2003 году под руководством Мелик-Нубарова Николая Сергеевича защитил диплом по теме “взаимодействие полиалкиленоксидов с компонентами клеточных мембран”, которую впоследствии развил до диссертации и защитил в 2007 году.После аспирантуры работает на кафедре высокомолекулярных соединений Химфака МГУ (с 2016 г. – старший научный сотрудник).
С 2022 года А.Е. Жирнов выполняет обязанности заместителя декана химического факультета МГУ по учебной работе. С 2017 председатель Вологодской региональной предметно-методической комиссии ВсОШ по химии, зампредседатель правления вологодского землячества в Москве.
Постоянный член организационных комитетов на Зезинской конференции, на студенческой конференции кафедры Высокомолекулярных соединений, член программного комитета Международной конференции «Ломоносов» в секции “Химия”.
Читает курсы “Высокомолекулярные соединения”, “Химическая биология и введение в биологию клетки” (для специализированных групп химии живых систем и нанобиотехнологий), спецкурсы “Основы технологии мономеров” и “Введение в специализацию” для студентов химического факультета МГУ.

## Научная деятельность
Основное направление научной деятельности – изучение механизмов взаимодействия незаряженных полимеров с клеточной мембраной. Среди полимеров фокус направлен на соединения, вызывающие подавление лекарственной устойчивости опухолевых клеток за счет торможения выведения лекарства из раковых клеток.
В то же время А.Е. Жирнов и его коллеги активно занимаются исследованиями, направленными на создание нового поколения функциональных материалов. Полученные ими ранее закономерности являются основой для алгоритмов компьютерных испытаний и прогноза прочностной устойчивости физико-механических свойств материала при эксплуатации.
При его активном участии разработан метод моделирования свойств материалов, имеющий перспективы применения в таких областях промышленности, как авиастроение.

## Основные труды
А.Е. Жирнов – автор около 50 научных публикаций, в том числе в ведущих научных журналах, в том числе книг:
1.    Аржаков М.С., Зезин А.Б., Шибаев В.П., Королев Б.А., Антипина А.Д., Ефимова А.А., Жирнов А.Е., Лачинов М.Б, Литманович Е.А., Лысенко Е.А., Ноа О.В., Спиридонов В.В., Ужинова Л.Д., Черникова Е.В., Чернов И.В. Высокомолекулярные соединения: учебник и практикум для вузов, Москва, изд. Юрайт, 2022
2.     Рыжова О.Н., Теренин В.И., Кузьменко Н.Е., Антипин Р.Л., Афанасов М.И., Гулевич Д.Г., Демидова Е.Д., Дорофеева О.В., Еремин В.В., Жирнов А.Е., Карпова Е.В., Карпюк Е.А., Каргов С.И., Осин С.Б. МГУ - школе. Экзаменационные и олимпиадные задания по химии: 2022, Москва, 2022
3.    Аржаков М.С., Зезин А.Б., Шибаев В.П., Королев Б.А., Антипина А.Д., Ефимова А.А., Жирнов А.Е., Лачинов М.Б., Литманович Е.А., Лысенко Е.А., Ноа О.В., Спиридонов В.В., Ужинова Л.Д., Черникова Е.В., Чернов И.В. Органическая химия: высокомолекулярные соединения: учебник и практикум для среднего профессионального образования, Москва, изд. Юрайт, 2022.
4.    Аржаков М.С., Анахов М.В., Жирнов А.Е., Луковкин Г.М., Аржаков С.А. Введение в унифицированный анализ физических свойств веществ и материалов, Москва, изд. AccentGraphicsCommunicationsMontreal, 2017
5.    Аржаков М.С., Жирнов А.Е., Луковкин Г.М. Основы унифицированной механики пластиков, Москва, 2016